# 공상통
공상 통(公上通, ? ~ 기원전 140년)은 전한 전기의 제후로, 개국공신 공상불해의 손자이다.

## 생애
문제 14년(기원전 166년), 아버지 공상무의 뒤를 이어 급후(汲侯)에 봉해졌다.
급강후 27년(기원전 140년)에 죽으니 시호를 강(康)이라 하였고, 아들 공상광덕이 작위를 이었다.

## 출전
- 사마천, 《사기》 권18 고조공신후자연표
- 반고, 《한서》 권16 고혜고후문공신표

| 전임 아버지 급이후 공상무 | 전한의 급후 기원전 166년 ~ 기원전 140년 | 후임 아들 공상광덕 |